# Округ Трежур (Монтана)
Трежур (енгл. Treasure County) је округ у америчкој савезној држави Монтана.

## Демографија
По попису из 2010. године број становника је 718, што је 143 (-16,6%) становника мање него 2000. године.
| Група             | 2000.       | 2010.       |
| Белци             | 823 (95,6%) | 666 (92,8%) |
| Афроамериканци    | 1 (0,1%)    | 0 (0,0%)    |
| Азијати           | 3 (0,3%)    | 3 (0,4%)    |
| Хиспаноамериканци | 13 (1,5%)   | 25 (3,5%)   |
| Укупно            | 861         | 718         |